# Orchis simia
Orchis simia hay còn được biết đến với tên lan khỉ là một loài hoa có màu hồng tím đến tím thuộc họ Lan, chi Orchis. Tên gọi dân dã "lan khỉ" ("monkey orchid") bắt nguồn từ hình dáng bên ngoài của hoa giống như thân hình một con khỉ đực. Loài hoa này phân bố chủ yếu ở Châu Âu, Địa Trung Hải, Nga, Anatolia và Iran. Hoa có đặc điểm là hướng nắng, nở hoa theo lần lượt theo thứ tự từ trên xuống dưới và có mùi hôi thối giống mùi phân động vật.

## Thư viện ảnh

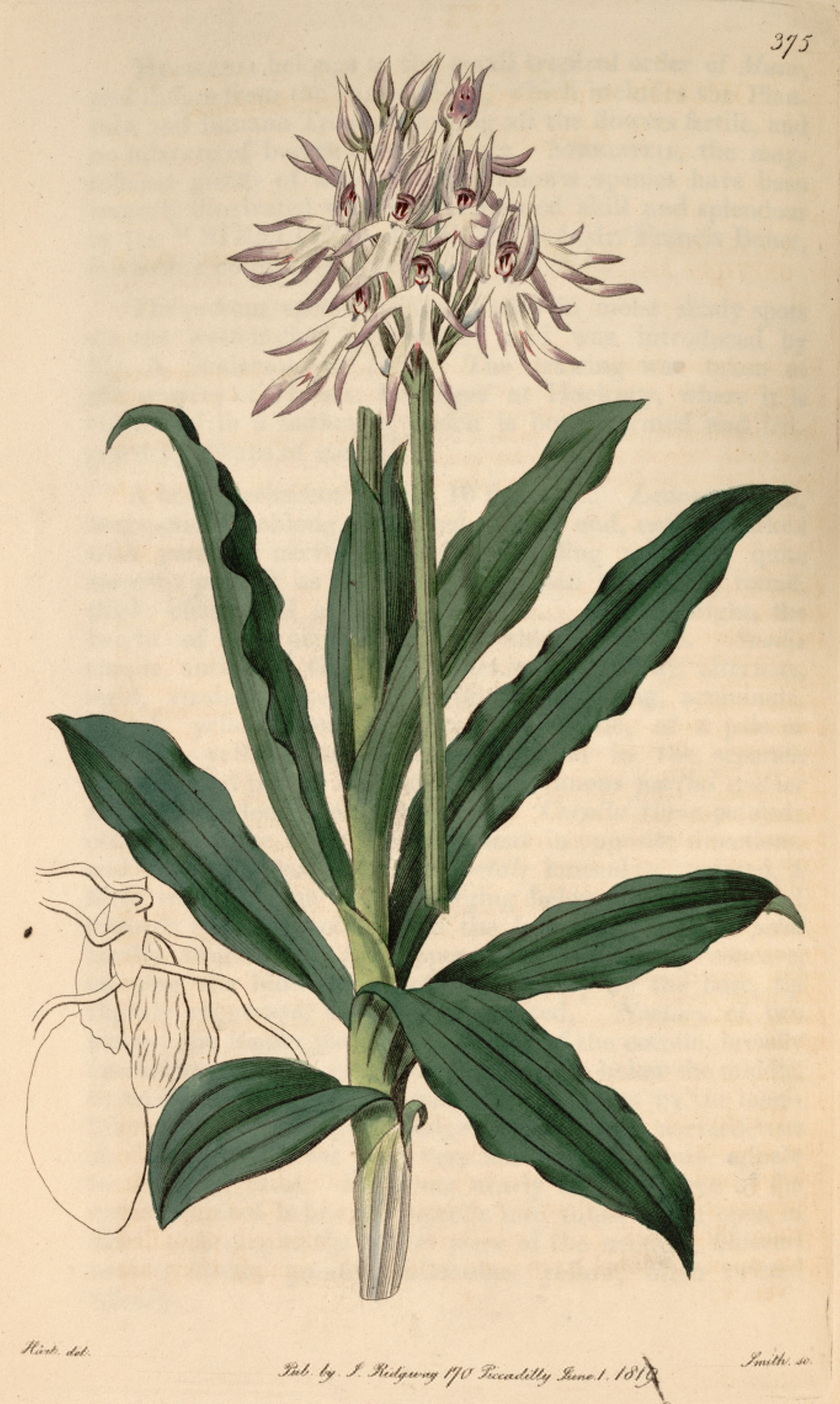
Hình minh hoạ Orchis simia
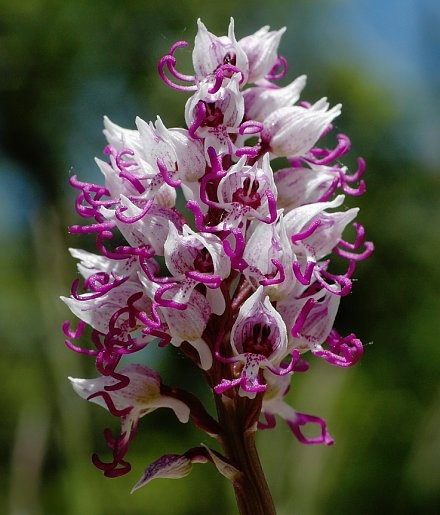
Hoa đang nở
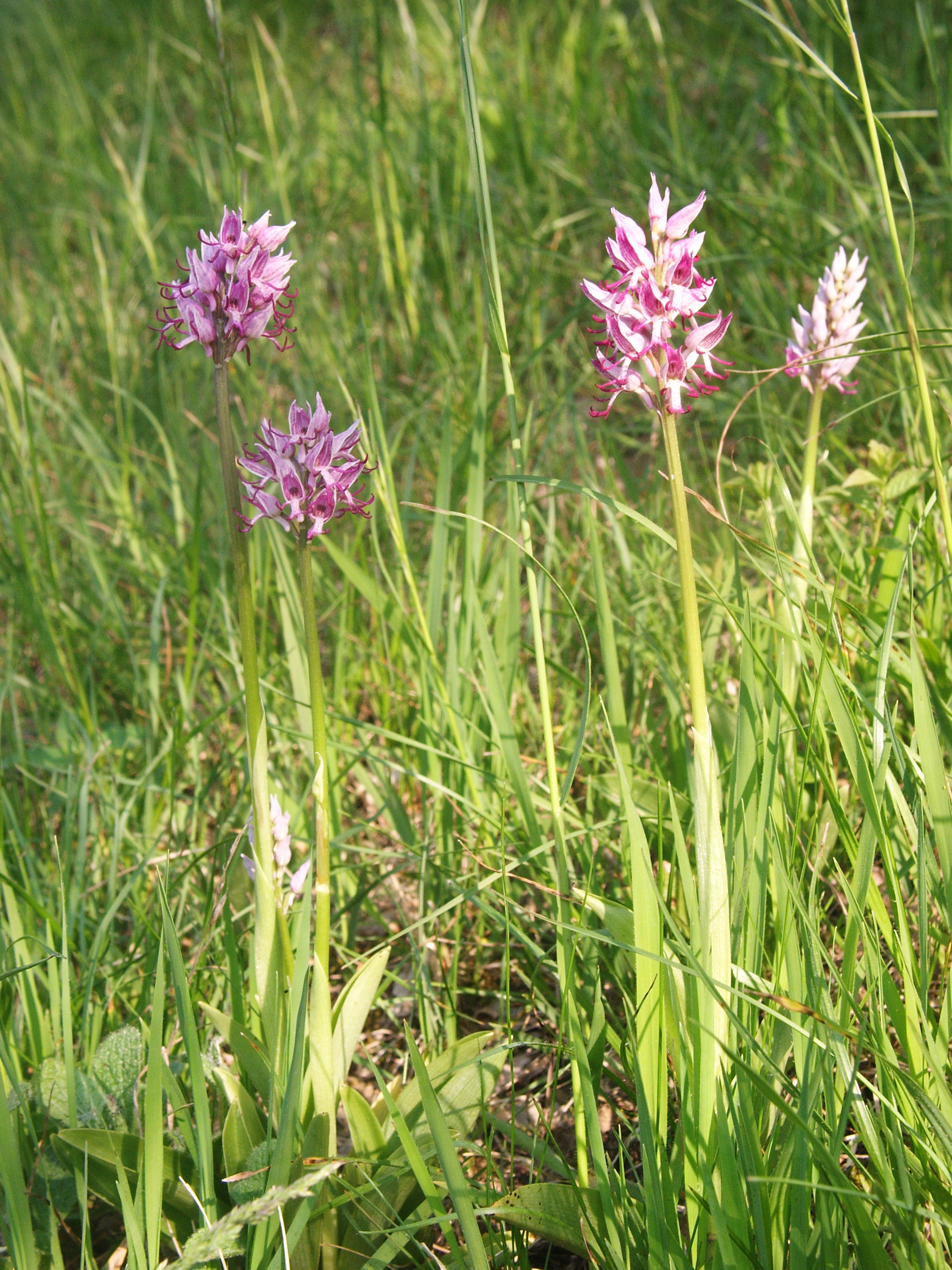
Orchis simia (trái) và Orchis × beyrichii (phải)